# Павляни
Павляни (словац. Pavľany) — село в Словаччині, Левоцькому окрузі Пряшівського краю. Розташоване на півночі східної Словаччини на південній окраїні Левоцьких гір.
Уперше згадується у 1245 році.
У селі є римо-католицький костел свв. Петра і Павла з 1930 року збудований на залишках старішого костела.

## Географія
Протікає річка Маргецанка.

## Населення
| Рік:            | 1994. | 2004.    | 2014.    | 2024.    |
| --------------- | ----- | -------- | -------- | -------- |
| Кількість осіб: | 118   | 81       | 53       | 43       |
| Різниця:        |       | -31,35 % | -34,56 % | -18,86 % |

| Рік:            | 2023. | 2024. |
| --------------- | ----- | ----- |
| Кількість осіб: | 43    | 43    |
| Різниця:        |       | +0 %  |

У селі проживає 63 осіб.
Національний склад населення (за даними останнього перепису населення — 2001 року):
- словаки — 100,0 %.

Склад населення за приналежністю до релігії станом на 2001 рік:
- римо-католики — 100,0 %.